# Даннинг, Чарльз Эйвери
Достопочтенный Чарльз Э́йвери Да́ннинг (англ. Charles Avery Dunning; 31 июля 1885 в Крофте (Лестершир, Англия) — 2 октября 1958 в Монреале (Квебек)) — канадский политик. Был премьер-министром Саскачевана с 5 апреля 1922 по 26 февраля 1926 и министром финансов в Кабинете министров Канады.

## Биография
Родился в Крофте, в Лестершире (Англия). Всю свою жизнь известный как «Чарли», он приехал в Канаду по совету друга, будучи 17-летним рабочим-металлургом, и стал сельскохозяйственным рабочим. Поняв, что не зря перебрался в Канаду, он убедил свою семью также переехать на восток Центрального Саскачевана. Даннинг обратился с прошением о регистрации усадьбы в округе Бивердейл к западу от Йорктона.